# Tiên hiệp
Tiên hiệp (tiếng Trung: 仙侠) hay tu chân (tiếng Trung: 修真) là một thể loại kỳ ảo của Trung Quốc, bắt nguồn từ hệ thống tu hành của Đạo giáo và chịu ảnh hưởng từ Phật giáo, võ thuật, y học và các yếu tố truyền thống khác của Trung Quốc.

## Lịch sử
Có nhiều tài liệu cổ đôi khi được phân loại là tiên hiệp, như Sơn hải kinh được viết vào thời Chiến Quốc hay Bạch Xà truyện vào thời nhà Thanh. Tiên hiệp đã được phổ biến trong thời kỳ Trung Hoa Dân Quốc, nhưng chính cuốn tiểu thuyết Thục Sơn kiếm hiệp truyện năm 1932 mới làm dấy lên sự phổ biến của thể loại này trong văn học Trung Quốc đương đại. Thể loại này đã có sự chuyển mình lớn khi các nhà xuất bản trực tuyến ra đời, các trang web như Qidian.com, Zongheng.com và 17k.com tạo ra nền tảng cho tác giả tiếp cận nhiều đối tượng độc giả hơn, với nội dung xuất bản chia làm nhiều tập. Các tiểu thuyết tiên hiệp được phổ biến ra bên ngoài Trung Quốc chủ yếu qua các bản dịch của người hâm mộ vào đầu những năm 2000. Những cuốn tiểu thuyết như Tinh thần biến, Bàn Long, Tu la võ thần, và Ngã dục phong thiên đã dẫn đến sự bùng nổ các bản dịch của người hâm mộ. Sau đó, các bản dịch được cấp phép chính thức bắt đầu được xuất bản bởi các trang web như Wuxiaworld.com và Webnigs.com. Thể loại này cũng là một trong các thể loại chính của phim truyền hình, phim điện ảnh, truyện tranh và trò chơi tại Trung Quốc.

## Đặc trưng
Nhân vật chính thường là "người tu luyện" đang trên con đường trở thành thần tiên, đạt được sự sống vĩnh cửu, phép thuật siêu nhiên và sức mạnh đáng kinh ngạc. Việc tu luyện hư cấu được thực hành trong tiểu thuyết tiên hiệp chủ yếu được dựa trên thực hành thiền định khí công ngoài đời thực.
Các câu chuyện thường bao gồm các yếu tố như thần, yêu, ma, quỷ, quái, công pháp, đan dược, pháp khí và những thứ tương tự. Chúng thường diễn ra trong một "thế giới tu chân", nơi những người tu luyện tham gia vào những cuộc đấu tranh khốc liệt và thường là để giành lấy tài nguyên mà họ cần để phát triển mạnh hơn. Thông thường, bối cảnh ban đầu sẽ gợi nhớ tới Trung Quốc cổ đại, nhưng những câu chuyện sẽ dẫn tới những không gian tự nhiên rộng lớn hơn; với các nhân vật chính đạt được khả năng như một vị thần, đôi khi họ sẽ tạo ra hành tinh, thiên hà hay vũ trụ, thậm chí là đa chiều không gian của riêng họ. Trong khi cốt truyện của thể loại này thường là hành động và phiêu lưu, thì cũng có những câu chuyện mang đậm yếu tố lãng mạn.

## Phim điện ảnh và truyền hình
Có lẽ một trong những bộ phim tiên hiệp thành công sớm nhất là Tân Thục Sơn kiếm hiệp năm 1983, tiếp theo là bộ phim Hồng Kông Thục Sơn truyện năm 2001. Các chuyển thể điện ảnh khác cũng được đón nhận nồng nhiệt, chẳng hạn như Tam sinh tam thế: Thập lý đào hoa năm 2017 và Tru tiên năm 2019.
Nhìn chung, phim truyền hình nhiều và phổ biến hơn phim điện ảnh.

## Nhầm lẫn với các thể loại khác
Trong thời kỳ bùng nổ của tiểu thuyết giả tưởng Trung Quốc, một trong những trang web dịch thuật phổ biến nhất là Wuxiaworld.com. Do sử dụng "wuxia / võ hiệp" trong tên của trang web, nhiều độc giả đã sử dụng thuật ngữ này để mô tả tất cả các thể loại tiểu thuyết giả tưởng của Trung Quốc. Trong thực tế, dù tiên hiệp có nhiều nét tương đồng với võ hiệp, nhưng chúng là hai thể loại riêng biệt. Sau đó, khi độc giả hiểu được sự khác biệt giữa võ hiệp và tiên hiệp, họ bắt đầu sử dụng tiên hiệp để chỉ tất cả các loại tiểu thuyết tu luyện của Trung Quốc, trong khi thực tế có một số thể loại huyền ảo không phải là tiên hiệp, như huyền huyễn, kỳ huyễn, v.v.